# Мамедов, Хикмет Баба оглы
Хикмет Баба оглы Мамедов (азерб. Hikmət Baba oğlu Məmmədov; род. в 1966 года, Гюлу, Армянская ССР) — государственный и политический деятель. Депутат Милли Меджлиса Азербайджанской Республики V, VI и VII созывов, заместитель председателя комитета по обороне, безопасности и борьбе с коррупцией, а также член комитета по правам человека. Доктор политических наук. Заслуженный журналист Азербайджана (2010).

## Биография
Родился Хикмет Мамедов в 1966 году в селе Гюлу, ныне Амасийского района, республики Армения. С 1984 по 1986 год находился на действительной военной службе.
С 1993 по 1998 год работал инструктором, старшим инструктором в центральном аппарате партии «Новый Азербайджан». В 1999 году на I Съезде партии был избран членом Политического совета партии.
С 1998 по 2008 год работал руководителем пресс-службы Государственного комитета по земле и картографии.
С 2008 по 2021 год являлся главным редактором газеты «Новый Азербайджан».
1 ноября 2015 года избран депутатом Милли Меджлиса Азербайджанской республики пятого созыва.
На выборах в Национальное собрание Азербайджана VI созыва, которые прошли в 9 февраля 2020 года, баллотировался по Первому Наримановскому избирательному округу № 19. По итогам выборов одержал победу и получил мандат депутата Милли Меджлиса Азербайджанской Республики. С 10 марта 2020 года приступил к депутатским обязанностям. Является заместителем председателя комитета по обороне, безопасности и борьбе с коррупцией, а также член комитета по правам человека.
На VII съезде партии «Новый Азербайджан» (5 марта 2021 года) избран членом правления.
В 2024 году на парламентских выборах в Азербайджане, которые состоялись 1 сентября, одержал победу в I Наримановском избирательном округе №19. Официально стал депутатом Милли Меджлиса Азербайджана седьмого созыва, первое заседание которого состоялось 23 сентября 2024 года.

### Научная деятельность
В 2005 году защитил диссертацию на тему «Права и свободы человека в демократическом обществе; политологический анализ опыта Азербайджанской Республики» и получил учёную степень доктора философии по политическим наукам.
В 2013 году защитил докторскую диссертацию на тему «Азербайджанская Республика как актор современных международных политических процессов» и получил учёную степень доктора политических наук.
С 2014 года — профессор кафедры политологии и социологии Бакинского государственного университета.
В 2016 году был членом диссертационного совета при Академии государственного управления при Президенте Азербайджанской Республики и председателем научного семинара, созданного ректором.
С 2018 года по настоящее время является членом экспертного совета по истории и политологии при Высшей аттестационной комиссии.
10 марта 2018 года на VII съезде журналистов Азербайджана был избран членом Правления Совета прессы Азербайджана. Автор около 70 научных работ, 3 монографий, 4 учебников, 3 книг и учебных программ, 3 методических рекомендаций и сотен научно-популярных и политико-аналитических статей. В настоящее время руководит научными исследованиями до 20 докторов наук и докторов философии.
Был официальным оппонентом при защите десятков докторских и кандидатских диссертаций по специальности политические институты, этносоциальная конфликтология, национальные и политические процессы.
Является первым исследователем, комплексно изучившим политологические аспекты прав и свобод человека в Азербайджанской Республике.
Имеет 6 авторских свидетельств. Представлял Азербайджанскую Республику на международных научных конференциях, которые были проведены в 20 странах. Член редколлегий нескольких отечественных и международных научных журналов.
Женат, имеет троих детей.

## Награды
- Медаль «100-летие Азербайджанской Демократической Республики».
- Медаль «100-летие азербайджанской армии».
- Заслуженный журналист Азербайджана (21 июля 2010) — за заслуги в развитии азербайджанской национальной печати[6].
- Орден «За службу Отечеству» III степени (30 ноября 2022) — за активное участие в общественно-политической жизни Азербайджанской Республики[7].